# Phytocoris knowltoni
Phytocoris knowltoni är en insektsart som beskrevs av Knight 1974. Phytocoris knowltoni ingår i släktet Phytocoris och familjen ängsskinnbaggar. Inga underarter finns listade i Catalogue of Life.